# Leninsk-Kuznetski
Leninsk-Kuznetski (russo:  Ле́нинск-Кузне́цкий, tr. Léninsk-Kuznétski) é uma cidade localizada em oblast de Kemerovo, na Rússia. Em 2005, registrava cerca de 109 300
habitantes.

## Esporte
A cidade de Leninsk-Kuznetski é a sede do Estádio Shakhtior e do FC Zaria Leninsk-Kuznetski, que participa do Campeonato Russo de Futebol.